# İlker Çatak
İlker Çatak (nacido el 11 de enero de 1984 en Berlín) es un director de cine y guionista turco-alemán. Es conocido por su trabajo en el cine contemporáneo, especialmente por su enfoque en temas sociales y humanos profundos. En su filmografía se encuentran largometrajes como Once Upon a Time… Indianerland (2017), I Was, I Am, I Will Be (2019) y La sala de profesores (2023), la cual recibió diversos premios incluyendo una nominación al Premio Oscar como mejor película internacional, estableciéndolo como un cineasta versátil e innovador.

## Vida
Çatak nació en Berlín en 1984, hijo de inmigrantes turcos. A los doce años se trasladó a Estambul, donde se graduó en la escuela de la embajada. Después regresó a Alemania y trabajó durante cuatro años en producciones cinematográficas alemanas e internacionales. A partir de 2005, realizó sus propios cortometrajes y trabajó a tiempo parcial como director de cine publicitario, entre otros para Allianz, Deutsche Telekom y Audi.
En 2009, Çatak terminó una licenciatura en dirección de cine y televisión en la Universidad Dekra Media de Berlín. Çatak completó su máster en la Escuela de Medios de Comunicación de Hamburgo. Durante sus estudios realizó el cortometraje Wo wir sind, que fue preseleccionado para los Student Academy Awards pero no ganó. Su película de graduación Sadakat (2014) fue de nuevo preseleccionada al año siguiente y finalmente ganó el Student Academy Award de oro. También ganó el concurso de cortometrajes del Festival Max Ophüls en 2015, al igual que su película Wo wir sind en 2014.
En 2017 se estrenó en los cines alemanes el primer largometraje de Çatak, Es War Einmal Indianerland, al que siguió en 2019 Es Gilt Das Gesprochene Wort, que le valió nominaciones a los Premios del Cine Alemán 2020 en las categorías de mejor director y mejor guion. Le siguió en 2023 el galardonado drama La sala de profesores, que recibió cinco Premios del Cine Alemán, entre ellos para Çatak en las categorías de director y guion.
Junto con su antiguo compañero Johannes Duncker, fundó la productora 24LiesPerSecond. Ambos trabajaron juntos en proyectos de cortometrajes y largometrajes, entre ellos La sala de profesores.

## Filmografía
- Once Upon a Time... Indianerland (2017)
- I Was, I Am, I Will Be (2019)
- Stambul Garden (2021)
- La sala de profesores (2023)